# Beneschau (Adelsgeschlecht)

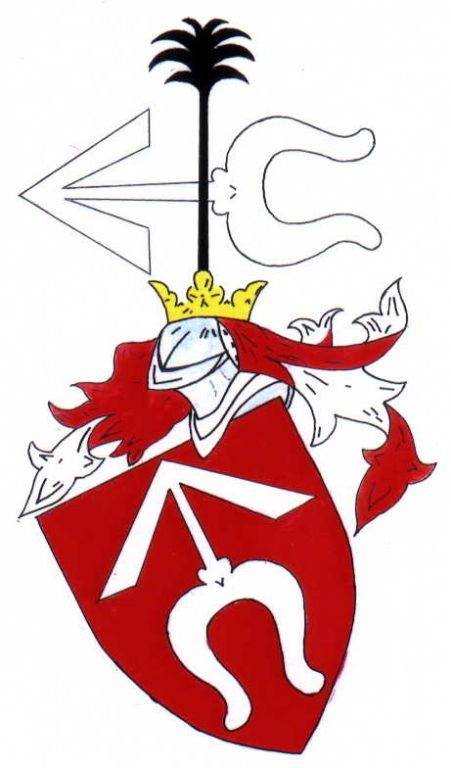
Wappen der Herren von Beneschau

Die Herren von Beneschau (auch von Benešov, tschechisch: Páni z Benešova, Benešovici) waren ein böhmisches Adelsgeschlecht, dessen Besitzungen überwiegend in Mähren lagen. Ihr Stammsitz soll das gleichnamige Beneschau südlich von Prag gewesen sein. Um 1300 sollen sie ihren Sitz auf die nahe Burg Konopischt verlegt haben. 1327 übertrug König Johann von Luxemburg die Herrschaft Konopischt an die Herren von Sternberg.
Als älteste Vertreter der Herren von Beneschau, von denen sich eine ganze Reihe böhmischer Adelsfamilien ableitet, nennt Siebmacher
1. Benesch (Beneš), 1048
  1. Benesch (Beneš), Propst zu Vyšehrad, 1088
  2. Dirslaw (Drslav), belegt 1062
    1. Benesch der Ältere von Beneschau, belegt 1162–1170
      1. Benesch/Beneš (I.) der Jüngere von Beneschau, der nähere Stammvater des Geschlechts der Herren von Beneschau, der für die Jahre 1219 bis 1222 belegt ist. Zwei seiner Söhne und vier seiner Enkelsöhne begründeten weitere Familienzweige.

## Stammliste der Herren von Beneschau/Benešov
1. Beneš (I.) von Beneschau (Beneš z Benešova), belegt 1219–1222
  1. Wok (Vok z Benešova), belegt 1218–1250
    1. Tobias von Bechin, 1278–1296 Bischof von Prag; in tschechischen Quellen wird er häufig auch als Tobias von Beneschau (Dobeš z Benešova) bezeichnet.
    2. Robert
    3. Andreas von Beneschau und Tworkau, begründete den Familienzweig Tworkau (Páni z Tvorkova)
    4. Beneš (II.) von Lohenstein (z Cvilina) († 1265)
      1. Beneš (III.) von Branitz und Lohenstein, belegt 1278–1293
        1. Wok/Vok, belegt 1289
        2. Adelheida, belegt 1289
        3. Objezka, belegt 1289

      2. Wok/Vok († 1289)

    5. Milota von Dědice, belegt 1252–1307, wurde wie sein Bruder Beneš des Verrats verdächtigt, jedoch begnadigt. Er war vorher (1275/76) Hauptmann der Steiermark. Außerdem war er Kämmerer von Olmütz. Dem Kloster Velehrad soll er 1302 die Ortschaft Leskovec geschenkt haben.[4]
    6. vermutlich: Wok von Krawarn und Beneschau (Vok z Kravař a Benešova), belegt 1274–1283, begründete den Familienzweig der Herren von Krawarn (Páni z Kravař a Benešova)
    7. vermutlich: Zbyslav, belegt 1281–1293, begründete den Familienzweig der Herren von Stralek (Páni ze Štralek)
    8. vermutlich: Johann/Jan, belegt 1288–1298, begründete den Familienzweig der Herren von Butschowitz (Páni z Bučovic)

  2. Robert († 1269), ab 1243 Abt des Klosters Hradisko
  3. Tobias/Tobiáš († 1261), 1229 Prager Kanoniker, 1235 Erzdekan von Prag, 1238–1243 Kapiteldekan
  4. Matthias/Matouš, belegt 1233, begründete den Familienzweig der Herren von Duba (Páni z Dubé)
  5. Andreas/Ondřej (I.), belegt 1225–1248
  6. Drslav (Dirslaw), belegt 1234–1255, möglicher Begründer der Familienzweige von Bechin (Páni z Bechyné) und/oder Štítina (Páni ze Štítiny)
    1. Benedikt von Štítina (Stettin) und Choltitz, der älteste Sohn des Drslav war der Stammvater der Sedlnitzky von Choltitz[5]